# Manfred Geissler
Manfred Geissler (Altenmarkt an der Alz, 10 gennaio 1971) è un pilota motociclistico tedesco.

## Carriera
Il suo primo successo importante è stato il titolo nazionale tedesco in classe 125 del 1993; debutta nel motomondiale in quello stesso anno correndo le due prime gare della stagione su due moto diverse e viene richiamato a fine stagione, dove mette a segno i suoi primi punti iridati (10º nel gran premio degli Stati Uniti). Nel 1994 diventa titolare su un'Aprilia e si classifica 25º in campionato con 9 punti con un 10º come risultato migliore in gara. Il 1996 è il suo miglior anno in tema di punti conquistati, ne conta 54 a fine stagione con un 5º posto come miglior risultato in gara. Al gran premio di Germania 1997 si qualifica per la prima in volta in prima fila (3º) e conquista il suo primo e unico podio nel mondiale (3º all'arrivo dietro a Rossi e Katō). Alla fine della stessa stagione conclude la sua esperienza nel mondiale.

## Risultati nel motomondiale
| 1993 | Classe | Moto            |    |    |  |  |  |  |  |  |  |    |    |    |    |     |  | Punti | Pos. |
| ---- | ------ | --------------- | -- | -- |  |  |  |  |  |  |  | -- | -- | -- | -- | --- |  | ----- | ---- |
| 1993 | 125    | Aprilia e Honda | 17 | 17 |  |  |  |  |  |  |  | 23 | 20 | 20 | 10 | Rit |  | 6     | 30º  |

| 1994 | Classe | Moto    |    |    |    |     |    |     |     |    |    |    |    |    |     |    |  | Punti | Pos. |
| ---- | ------ | ------- | -- | -- | -- | --- | -- | --- | --- | -- | -- | -- | -- | -- | --- | -- |  | ----- | ---- |
| 1994 | 125    | Aprilia | 20 | 16 | 14 | Rit | 21 | Rit | Rit | 20 | 16 | 16 | 10 | 15 | Rit | 20 |  | 9     | 25º  |

| 1995 | Classe | Moto    |     |     |    |     |   |    |    |    |   |    |    |    |     |  |  | Punti | Pos. |
| ---- | ------ | ------- | --- | --- | -- | --- | - | -- | -- | -- | - | -- | -- | -- | --- |  |  | ----- | ---- |
| 1995 | 125    | Aprilia | Rit | Rit | 13 | Rit | 7 | 10 | 13 | 17 | 7 | 11 | 19 | 16 | Rit |  |  | 35    | 15º  |

| 1996 | Classe | Moto    |     |     |   |    |    |    |   |   |    |    |    |   |     |    |     | Punti | Pos. |
| ---- | ------ | ------- | --- | --- | - | -- | -- | -- | - | - | -- | -- | -- | - | --- | -- | --- | ----- | ---- |
| 1996 | 125    | Aprilia | Rit | Rit | 5 | 12 | 10 | 11 | 8 | 9 | 20 | 10 | 16 | 9 | Rit | 16 | Rit | 54    | 16º  |

| 1997 | Classe | Moto            |    |    |    |    |    |     |    |    |   |     |    |    |    |     |    | Punti | Pos. |
| ---- | ------ | --------------- | -- | -- | -- | -- | -- | --- | -- | -- | - | --- | -- | -- | -- | --- | -- | ----- | ---- |
| 1997 | 125    | Honda e Aprilia | 18 | 23 | 17 | 17 | 13 | Rit | 12 | 16 | 3 | Rit | 12 | 13 | NP | Rit | 15 | 31    | 16º  |

| Legenda | 1º posto        | 2º posto            | 3º posto            | A punti      | Senza punti        | Grassetto – Pole position Corsivo – Giro più veloce |
| Legenda | Gara non valida | Non qual./Non part. | Ritirato/Non class. | Squalificato | '-' Dato non disp. | Grassetto – Pole position Corsivo – Giro più veloce |